# Amore libero - Free Love
Amore libero - Free Love è un film del 1974, diretto da Pier Ludovico Pavoni.

## Trama
L'ingegner Ferrero giunge sull'isola Smeraldo come sovrintendente ai lavori per l'apertura d'una miniera d'argento, facendo conoscenza, tra gli altri, con la bella indigena Janine e il losco avventuriero Chaval.

## Produzione
Fu il primo film dell'attrice indonesiana Laura Gemser che, per avere l'opportunità di prendervi parte, si trasferì appositamente in Italia. L'attrice fu accreditata nei titoli di testa del film e sui flani pubblicitari con il nome Emanuelle, per fare il verso alla più nota Emmanuelle francese.
La pellicola, girata alla Seychelles, consacrò la Gemser come diva del genere esotico-erotico. La Gemser interpretava la parte di un'indigena coinvolta in una storia d'amore con un ingegnere italiano, interpretato dall'esordiente Enzo Bottesini (che era diventato per un breve tempo famoso avendo partecipato per diverse settimane a Rischiatutto, il celebre telequiz dell'epoca di Mike Bongiorno), giunto sull'isola per aprire una miniera d'argento.
Nonostante il titolo del film Amore libero e la trama, che racconta delle relazioni sessuali sull'isola, in cui appunto vige ampia promiscuità, la pellicola è abbastanza casta con sfumature nei momenti più sensuali.